# Wilhelm Schmitt-Prym
Wilhelm Schmitt-Prym, eigentlich Schmitt (* 5. Februar 1867 in Aschaffenburg; † 4. April 1943 ebenda) war ein deutscher Unternehmer in der Papierindustrie.

## Familie
Schmitt-Prym war ein Sohn des Medizinalrats Gregor Schmitt, der als Arzt in Volkach am Main praktizierte. 1892 heiratete er Wilhelmine Prym, eine Tochter des Mathematikers Friedrich Prym, deren Namen er als Namenszusatz annahm.

## Leben
Im Alter von 25 Jahren wurde Wilhelm Schmitt-Prym Bürochef der Aktiengesellschaft für Maschinenpapierfabrikation (Weißpapierfabrik) in Aschaffenburg. Am 1. Juli 1894 wurde er zum Direktor der damals noch unter gleicher Leitung stehenden Buntpapier AG berufen. Bis zur Trennung der beiden Firmen 1900 blieb er zugleich Prokurist der Weißpapierfabrik. Neben Philipp Dessauer und Alex Herlein hatte Schmitt-Prym maßgeblichen Anteil an ihrer Entwicklung. Die sozialen Belange seiner Beschäftigten förderte er mit dem Ausbau der Krankenversicherung und Pensionseinrichtungen. Er war unter anderem Mitgründer der Arbeitsgemeinschaft der Betriebskrankenkassen von Aschaffenburg und Untermain und bis zu seiner Zurruhesetzung deren Vorsitzender. Für seine unternehmerischen Leistungen wurde er 1928 mit dem Titel eines Geheimen Kommerzienrats ausgezeichnet. 1934 trat er in den Ruhestand.
Schmitt-Prym war Vorsitzender des Verbands keramischer Druckereien, Vorsitzender des Industrie- und Handelsgremiums Aschaffenburg und Beiratsmitglied der Industrie- und Handelskammer Würzburg. Er setzte sich über viele Jahre für die Bildung einer eigenen Industrie- und Handelskammer für Aschaffenburg und den Untermain ein, was er aber zu seinen Lebzeiten nicht mehr erreichte. Daneben war er Handelsrichter in der Kammer für Handelssachen beim Landgericht Aschaffenburg. Politisch engagierte er sich als Kreisrat von Unterfranken.
Außerhalb seines beruflichen Umfelds tat sich Schmitt-Prym als Mitgründer des Aschaffenburger Kunstvereins hervor, dessen 1. Vorsitzender er lange Jahre war. Er war ein bedeutender Sammler von Dammer Steingutfiguren, die aus seinem Nachlass in den Bestand des Museums der Stadt Aschaffenburg gelangten.